# Ricardo Teixeira
Ricardo Terra Teixeira (Carlos Chagas, 20 de junho de 1947) é um dirigente esportivo brasileiro, presidente da Confederação Brasileira de Futebol, onde permaneceu no cargo de 16 de janeiro de 1989 até 12 de março de 2012. Seu quinto mandato consecutivo terminou em 2007, mas havia sido prolongado, e deveria durar até 2015.
Durante sua gestão na CBF, seleções brasileiras, de todos os níveis, conquistaram 11 títulos mundiais e 27  sul-americanos, consolidando a sua hegemonia no cenário mundial. Por outro lado, durante seus cinco mandatos aumentou em muito o êxodo de craques brasileiros para o exterior, nem sempre para os grandes clubes do futebol europeu.
Deve-se ainda a Ricardo Teixeira e a Eurico Miranda (na época, diretor de futebol da CBF), a criação da Copa do Brasil, que propicia a pequenos clubes, alguns de fora dos grandes centros, a oportunidade de aparecerem no cenário nacional.

## Biografia
O jovem mineiro do interior, filho de um bancário, estudava Direito no Rio de Janeiro quando conheceu Lúcia, filha de João Havelange, no carnaval de 1966. Tinha apenas dezenove anos.
Ao nascer seu primeiro filho (1974) fez um agrado ao sogro ao registrá-lo com o nome de Ricardo Teixeira Havelange, colocando por último o sobrenome materno, ao contrário do que determinava a lei brasileira.
Teve uma mal-sucedida passagem pelo mercado financeiro, numa sociedade com o pai, o sogro e um irmão.

### CBF e corrupção
Chegou ao comando da Confederação Brasileira de Futebol (CBF), em 1989, sucedendo Octávio Pinto Guimarães, após derrotar na eleição o então vice-presidente da entidade, Nabi Abi Chedid. Encontrou a entidade quase sem condições de arcar com os custos da preparação da seleção brasileira para a Copa do Mundo de 1990, na Itália.
Escândalos atingiriam a gestão de Teixeira, que é marcada por denúncias, com acusações de nepotismo no preenchimento de cargos na CBF, pagamento de viagens para países sedes da Copa do Mundo a magistrados e a outras autoridades, importação irregular de equipamentos para sua choperia El Turf, no Rio de Janeiro, após a Copa de 1994, a celebração de contratos lesivos para o futebol brasileiro, em especial com a fabricante de artigos esportivos Nike, omissão das declarações de rendimentos apresentadas nos exercícios de 1991, 1992 e 1993 dos valores por ele mensalmente auferidos, omissão de rendimentos provenientes de atividades rurais nas fazendas Santa Rosa I e II, localizadas no município fluminense de Piraí.
Também deu dinheiro da CBF para campanhas políticas de dirigentes esportivos, com o intuito de manter no Congresso Nacional uma bancada de deputados e senadores para defender a seus interesses (manter-se no controle da CBF, impedir investigações sobre corrupção dentro do órgão), que ficou conhecida como bancada da bola. Com a montagem deste esquema de poder, assegurou suas quatro reeleições.
Em 1998, vê-se envolvido em comissões parlamentares de inquérito na Câmara de Deputados e no Senado Federal, mas, com auxílio de congressistas fiéis, consegue se livrar das acusações. Prestou depoimento em duas CPIs, a do futebol e a da CBF-Nike.
Em 2000, Ricardo Teixeira prestou depoimento na CPI do Futebol. Até 1996 a CBF apresentava lucro. Neste ano assinou um contrato com a Nike de 160 milhões de dólares e a partir de então começou a ter prejuízos, ano após ano. A entidade então tomou dinheiro emprestado de origem duvidosa, pagando juros muito mais altos do que os de mercado, em alguns casos de cerca de 43%. Descobriu-se uma série de empresas suas e de comparsas ligadas a transações irregulares de dinheiro. Afirmou em depoimento na CPI que havia ganhado tanto dinheiro investindo em ações, mesmo sabendo-se que havia falido neste ramo no início de sua carreira. Também prestaram depoimentos Vanderlei Luxemburgo, Eurico Miranda e o empresário J.Hawilla. A Receita Federal autuou a CBF em R$ 14 408 660,80 por dívidas com o Fisco.
Na CPI da CBF-Nike, que contou com declarações de Zagallo, João Havelange e do atacante Ronaldo, Ricardo Teixeira foi acusado por Aldo Rebelo de fazer complô para tentar enfraquecer o trabalho das CPIs, por unir forças com Pelé, que antes o acusava de corrupção. Teixeira prestou esclarecimentos sobre a CBF, atividades pessoais e de suas empresas, como o restaurante carioca El Turf. Em janeiro de 2002, Teixeira obteve liminar da Justiça proibindo a impressão e distribuição do livro "CBF-Nike", de autoria dos deputados Sílvio Torres e Aldo Rebelo. A obra relatava todas as investigações que devassaram seus negócios. Atualmente Aldo Rebelo é amigo pessoal e confidente de Ricardo Teixeira. Está disponível na internet um resumo do relatório final da CPI.
Em 2007, a bancada da bola agiu novamente sob influência de Ricardo Teixeira e de 12 governadores, que previamente foram à Europa a convite de Ricardo Teixeira, por ocasião da escolha do país sede da Copa do Mundo de 2014, para impedir a instalação da CPMI do Corinthians/MSI, com a retirada de votos a favor da CPMI na última hora. O argumento era que a CPI poderia influenciar na escolha da sede. No episódio, 71 parlamentares mudaram de opinião, e apenas 3 se justificaram.
Sobre o episódio, Juca Kfouri escreveu: "Momento trágico: nada mais repulsivo que a campanha do presidente da CBF contra a CPMI Corinthians/MSI. E nada mais revelador de quem são alguns parlamentares de todos, rigorosamente todos, os grandes partidos. Daí o "jogo da família" ter sido o do senta, levanta. Elementar". Em seu blog, Juca Kfuri publicou ainda a lista com os nomes dos parlamentares que mudaram seus votos. São 18 parlamentares mineiros e 8 paulistas, entre muitos outros.
Por ocasião da escolha das cidades que receberiam jogos da copa, o apoio político à Ricardo Teixeira esteve ameaçado brevemente. Porém, novamente, a corrupção na CBF não esteve ameaçada.
A senadora Ideli Salvatti (PT-SC), que não apoiou o pedido de abertura da CPMI, declarou "Será que teremos de apoiar a CPMI de Corinthians e MSI para que expliquem em Brasília a escolha das cidades?" Numa clara atitude "toma-lá-da-cá".

### Vida pessoal
Na vida pessoal, Ricardo Teixeira fez da fazenda Santa Rosa, em Piraí, a 70 quilômetros do Rio, sua base de operações na região. No Rio, o ex-presidente da CBF soma negócios variados, como uma revenda da marca Hyundai,  boates e restaurantes.
Separou-se da mulher Lúcia em 1997 e no mesmo ano tornou público um romance com a socialite Narcisa Tamborindeguy. Em dezembro de 2003, casou com a administradora Ana Rodrigues.
Ricardo Teixeira é cidadão honorário de vários estados brasileiros.

## Planos para 2007

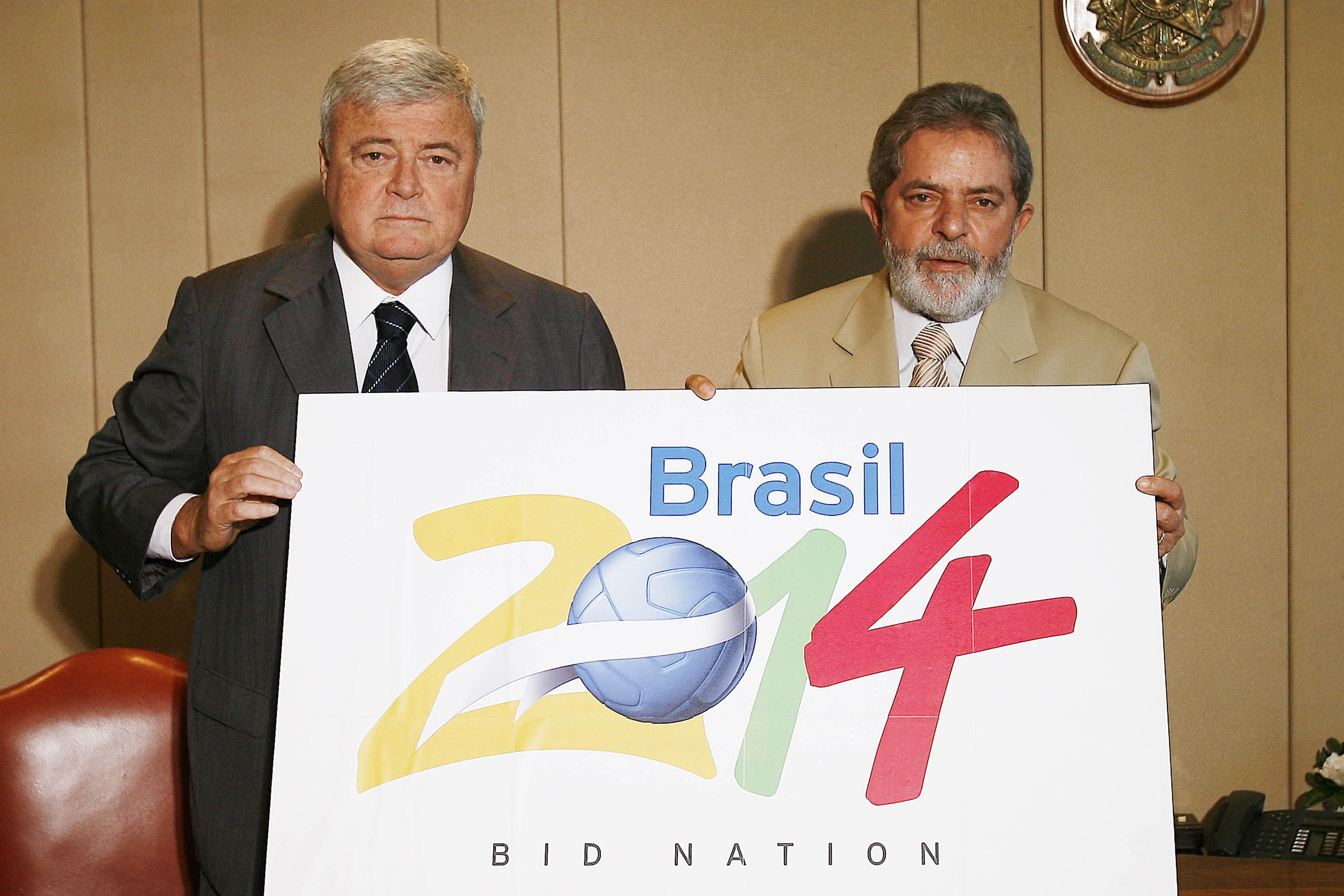
Ricardo Teixeira e o presidente Lula discutem a candidatura brasileira para a Copa do Mundo de 2014.

Em Assembleia Geral realizada em 18 de abril de 2006, dirigentes das 27 federações estaduais decidiram aumentar de quatro para sete anos o mandato do próximo presidente da Confederação Brasileira de Futebol, que foi eleito em 2007. Embora não tenha antecipado nada a respeito, Ricardo Teixeira continuou como o candidato oficial da entidade. Ele garantiria assim sua presença no cargo até depois da Copa do Mundo de 2014, que será realizada no Brasil
Segundo os autores da proposta, esta medida evitaria que, perto da Copa de 2014, Estados pressionem para serem mais favorecidos na hora de escolher as cidades-sedes.
Nos seus primeiros mandatos, Teixeira foi eleito por um colégio eleitoral composto pelos presidentes de federações estaduais. A partir de 2003, também votaram os presidentes dos clubes que disputaram a Série A do Campeonato Brasileiro do ano anterior.
Teixeira foi o dirigente que por mais tempo comandou a CBF.
Após o jornalista britânico Andrew Jennings o ter denunciado por propina em 2011, Ricardo Teixeira processou o jornalista.

## Nova CPI

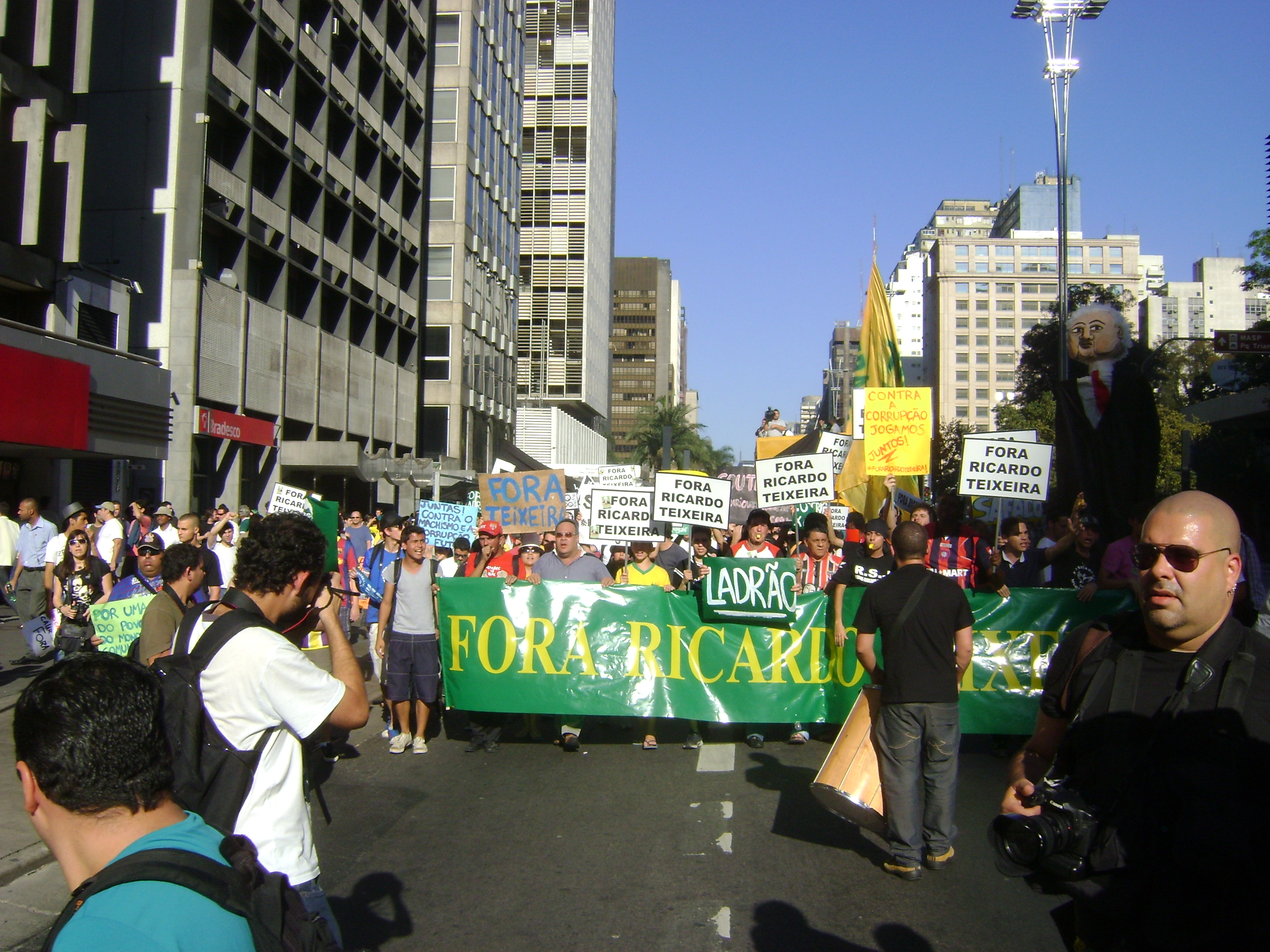
Passeata na Avenida Paulista contra Ricardo Teixeira.

Está em discussão no congresso a instalação de uma nova CPI para investigar as ações de Ricardo Teixeira quanto à organização da copa do mundo do Rio de Janeiro. O deputado Anthony Garotinho é o autor da proposta e busca assinaturas que permitam a abertura da CPI. Ricardo Teixeira foi até o Congresso no dia 16 de março de 2011 para fazer lobby contra a criação da CPI. Alegava aos parlamentares que não era bom para a imagem do Brasil (e para sua imagem) ter uma CPI investigando corrupção em um período de preparação para Copa. Espera-se que não ocorra a retirada das assinaturas como aconteceu em 2010 com a abortada CPI Olímpica.
Parte da imprensa esportiva brasileira apóia a campanha, com destaque para Juca Kfouri, Benjamin Back, José Cruz e Paulinho. O blogueiro Paulinho se colocou a disposição do deputado Anthony Garotinho, inclusive para testemunhar contra Teixeira. O PT, seguindo orientação do líder do partido, Paulo Teixeira, votará contra a abertura da CPI. Segundo o deputado Garotinho e parte da imprensa, as organizações Globo encobrem as ações de Teixeira, deixando de noticiá-las e diminuindo assim a pressão popular contra Teixeira. Garotinho divulgou uma lista com os nomes dos deputados que são a favor da abertura da CPI.

### Renúncia
Em 12 de março de 2012, após nova série de denúncias exibidas pela Rede Record de Televisão e com a imagem muito desgastada perante o Governo Federal, especialmente com a presidente Dilma Rousseff, e a opinião pública, Ricardo Teixeira renunciou à presidência da CBF, sendo substituído por José Maria Marin.

## Corrupção na FIFA
Na investigação do FBI sobre o esquema de corrupção na FIFA e na CBF aparece também Ricardo Teixeira. O nome do dirigente não é citado abertamente, mas a investigação das autoridades norte-americanas deixa claro que ele recebeu propina em ao menos dois negócios: no contrato da entidade que comanda o futebol brasileiro com a Nike e na venda de direitos de transmissão da Copa do Brasil.
Em 29 de novembro de 2019, foi banido do futebol profissional e multado em um milhão de francos suíços, após julgamento pela FIFA.